# キンバリー・バウアー
キンバリー・バウアー（英: Kimberly Bauer）は、エリシャ・カスバートがテレビドラマ『24 -TWENTY FOUR-』で演じる架空の人物。愛称は「キム」(Kim)で、本名の「キンバリー」で呼ばれることは少ない。日本での吹き替え声優は園崎未恵。

## 概要
ジャック・バウアーの一人娘。母親はテリー。家を留守にしがちな父、精神を病んでいる母という家庭ということもあり、奔放な毎日を送っているが、家族への思いは強い。
シーズン3ではジャックが危険から守りたいと思い、近くに置くためにCTU (Counter Terorrist Unit) の情報分析官として働いている。
優しく強い性格だが、その性格ゆえに危険にさらされることが多く、ジャック・バウアーにとっては最愛の娘であると同時にトラブルメーカーでもある。

## 人間関係

### 男性関係
各シーズンで付き合う男性が変わっており、各シーズンの心境の変化にも大きく関わっている。
- シーズン1: リック(ジャネットの男友達)
- シーズン2: ミゲル (恋人のミュージシャン)
- シーズン3: チェイス・エドモンズ (CTUの現場捜査官)
- シーズン4: チェイス・エドモンズ (チェイスの娘とバレンシアで暮らしている)
- シーズン5: バリー (20歳年上の精神科医)
- シーズン6: 未登場
- シーズン7: スティーブ (結婚して、娘テリーをもうける)
- シーズン8: スティーブ (娘テリーが登場)
- リブ・アナザー・デイ: スティーブ（2人目の息子を出産）

## 作中での活躍

### シーズン1
別居により家を出ていた母テリーが帰ってきたものの、その関係はかなりギクシャクしており、その上数学のテストを落としてしまった事を怒られてしまいさらに関係が悪化している。さらには家を抜け出して高校の友人ジャネットの男友達リックと遊びふけ、マリファナにまで手を出す。
ところがリックはテロリストに雇われた誘拐犯で、彼等に誘拐されてしまう。途中で逃げたものの、ジャネットは車に引かれてしまい、再び誘拐されてしまう。誘拐犯の一人であるリックを何とか説得して逃げ出す寸前だったが、直後に拉致されたテリーが連れてこられた為に逃げ出すのを中止して自ら監禁場所に戻って母に寄り添い自分の過ちを謝っている。
その後ようやくジャックに救出され、父の本当の姿(仕事)を知る。テリーと一緒に脱出したが、またしても誘拐されそうになりテリーと逃走。何とか逃げたものの車が崖から転落。投げ出されて事なきを得たが、テリーはショックから記憶を失い、テリーともはぐれてしまった。
途方に暮れたキムはリックを頼る事に。ところが今度は同居人のフランクがやろうとしていた麻薬取引に荷担したとFBIに逮捕されてしまった。更にはリックの彼女メラニーが嫉妬して虚偽の報告をしたことで拘留される。
メラニーが他の拘留者と争いになったことで彼女を庇うと、メラニーが考え方を改めて自分の虚偽を報告。ようやく釈放された。と、思いきやCTUの内通者から流れた情報でまたしてもドレーゼン一味に拐われてしまった。だが、今度は自力で脱出してみせCTUに無事保護された。
ジャックがドレーゼン一味を壊滅させ、ようやく終わったかと思った矢先、テリーをニーナに殺されるという衝撃的な体験をする。

### シーズン2
ニーナにテリーを殺されたショックから立ち直れず高校を中退。彼の元を離れ、その後はマシスン宅に住み込みのベビーシッターとして働いている。ところがその家の娘メーガンが父親から暴力を受けていることを知り、父親から逃げる為に彼女を家から連れ出す。
核爆弾とゲイリーから逃亡する為に交際していたミゲルに協力を頼むが、キムを逃がすために起こした行動が原因で事故に遭い右脚を切断したため別れを告げられる（キムは別れのみを告げられ切断したことについては聞かされていない）ら
森に住む青年ロニーに助けられるが、終末思想に取りつかれている為に核爆弾の事を知り、爆発したとキムに思わせて手製のシェルターに避難するが、嘘と見抜いて外に出る。
その後、ジャックが爆弾を運ぶ際に別れを告げ、ジャックがメイソンと入れ換わった事を知らないまま爆発を見たことでジャックが死んだと思う。
ところが今度は強盗事件に巻き込まれてしまい、ロニーにもらった護身用の銃を奪われ、店主と強盗がもみ合ううちに暴発して強盗は店主を殺してしまう。動揺する強盗の隙を付いて脱出。逮捕される覚悟で連行されたものの、ゲイリーの犯行が確認されたことで容疑は晴れた為に釈放され、トニーからの連絡で初めてジャックの生存を知ってようやく安心する。
だが、自分の荷物を取りにマシスン宅に帰ったところを逃亡の為に荷物を取りに来たゲイリーと鉢合わせして襲われた為にゲイリーを射殺した。正当防衛とはいえ、この事で心に深い傷を負う。

### シーズン2.5（ゲーム版）
身辺警護を固める目的で父のコネによりCTUの研修生として登場。研修のためCTUを訪ねるが直後にテロリストの襲撃を受ける。
ミシェル・デスラーに守られつつ避難所に行き、その後CTUの情報を盗もうとしたテロリストの策を妨害しようとしたが、失敗し誘拐される。

### シーズン3
CTU通信部門スタッフとして勤務している。そこで出会った父親の部下であり、彼女の同僚でもあるチェイス・エドモンズと交際しているが、ジャックには隠している。ようやくジャックに告げたが、ジャックの配慮でチェイスが外された事で関係に亀裂が入ってしまう。何度も気持ちをぶつけ合いながらようやくチェイスとの絆を取り戻したかと思ったら、彼に元恋人との間に生まれた生後数ヶ月のアンジェラという名の娘がいることが発覚する。
アンジェラの存在に戸惑い、再びチェイスに対する愛情や不信感でいっぱいになり苦悩しているところに、母を殺したニーナが現れてCTUから逃亡。目の前にいるニーナに銃を向けたが、逆に追い詰められる。撃たれる寸前でジャックに救われ、ニーナは射殺。
射殺後に再び部屋に来てニーナの死体を目の当たりにするが、あれだけ憎かったニーナが死んでも喜ぶどころか改めてテリーが帰って来ない事を思い知る。
その後も引き継ぎ捜査に参加しながら、チェイスとの話し合いで彼がCTUを辞める事を決意すると、ようやく3人で共に進む道を探す事を決意する。
すべてが解決し、病院でジャックと抱き合いながらチェイスへの気持ちを改めて伝えたことでジャックに初めて許される。シーズン終了後、チェイスと共にCTUを去る。

### シーズン4
未登場。ジャックの口からCTUを退職したチェイスとアンジェラと3人でバレンシアで暮らしていると語られている。

### シーズン5
父親の偽装死に翻弄されてチェイスとの関係が破綻し、心の傷を癒やすために通い始めたカウンセリング先で出会った20歳年上の精神科医バリーと交際している。
オードリーに突然呼び出され、いきなりジャックの生存を知らされる。あまりに突然の告白に驚き、ジャックと再会したものの、状況を受け入れる事が出来ずにジャックを拒絶する。仕事が終わるまで引き留めようとするジャックだが、CTUへのテロが起こり封鎖区画に逃げ込み何とか難を逃れた。改めて一緒にいたいと思うジャックだったが、一緒には居たくないとジャックにとっては悲しい選択をしてしまう。

### シーズン7
ジャックが生物兵器に感染してしまい、もって2日の命と宣告されたとき、治療法が確立されていないこの生物兵器のわずかな治療の可能性にかけるために、FBI捜査官ルネ・ウオーカーの手配によりFBIへ呼ばれる。アメリカに帰って来ていることを知り、ずっとジャックを探していた事もありすぐに手配された。
ようやく再会した父と抱き合い喜ぶ彼女だったが、「死」を受け入れ、治療をしないと決めたジャックを見て治療を諦めてFBIを去った。
この数年でカウンセラーだったバリーとは別れ、新たにスティーブという男性と結婚。ジャックの孫娘であるキムの娘テリーがいた。「死」を受け入れたジャックに伝えてもこれ以上は重荷になると考えたキムは敢えて伝えなかったのだ。
帰りの空港でトニーの配下に監視されてしまう。夫婦を装った二人の様子に異変を感じたところにFBIからの連絡を気付かれて誘拐されそうになる。無事に危機を乗りきり、更には誘拐犯のラップトップから情報を引き出して事件に貢献した。
全てが終わり、FBIにて死を待つ父の元へ戻る。改めて自分の気持ちを確認した彼女は父の治療に協力する決意をする。

### シーズン8
ジャックの元にテリーを遊びに行かせており、ジャックと共にロスで暮らしたいと考えており、彼に伝えている。夫とともにテリーを迎えにニューヨークをジャック宅を訪れ、紆余曲折を経てようやく一緒に住めることになり喜んでいた。だが、大統領暗殺事件が浮上。クロエの協力を拒んだジャックを諭し、再び戦いに身を投じる父を見送ってCTUを去った。

### リブ・アナザー・デイ
未登場。ジャックがCIAロンドン支局に拘束された際、二人目の子供を出産した事が判明した。

## その他
- 1985年　サンタモニカ生まれ
- 学歴：サンタモニカ高校中退